# Варварин
„Варварин“ (на английски: Barbarian) е американски филм на ужасите и трилър от 2022 година на режисьора Зак Крийгър, в който участват Джорджина Кемпбъл, Бил Скарсгорд и Джъстин Лонг. Премиерата му се състои в Сан Диего Комик-Кон на 22 юли 2022 г. и излиза по кината в Съединените щати на 9 септември 2022 г. 